# Nížkovice
Nížkovice (en allemand : Nischkowitz) est une commune du district de Vyškov, dans la région de Moravie-du-Sud, en République tchèque. Sa population s'élevait à 729 habitants en 2020.

## Géographie
Nížkovice se trouve à 20 km au sud-sud-ouest de Vyškov, à 24 km à l'est-sud-est de Brno et à 208 km au sud-est de Prague.
La commune est limitée par Slavkov u Brna au nord, par Hodějice et Heršpice à l'est, par Heršpice au sud, par Kobeřice u Brna au sud et à l'ouest, et par Vážany nad Litavou à l'ouest.

## Histoire
La première mention écrite de la localité remonte à 1350.